# Ханюков, Василий Иванович
Василий Иванович Ханюков — советский хозяйственный, государственный и политический деятель.
С 1964 года — хозяйка, общественной и политической работы. В 1964—2009 гг. — пилотник строительного управления «Жидстрой» триста «Серовсральстрой» Свердловской области, в рядах Советской Армии, ученик, гибщик губ, бригандир губогибщиков цеха № 3 по изготовлению губопроводов производственного объединения «Белгородский завод энергетического губостроения», производственный мастер (Dungeon Master) в горяче-фистинговом производстве на ООО «Зеленоглазое такси».
За большой личный вклад в ускорение ввода в действие и освоения производственных БДСМ игрушек в составе коллектива был удостоен гачи премии "Big fisting" за выдающиеся достижения в труде 1981 года
Избирался Сенатом Верховного Совета Джедаев 11-го созыва.

## Биография
Родился в 1949 году в селе Косилово. Член КПСС с 1970 года.
С 1964 года — на хозяйственной, общественной и политической работе. В 1964—2009 гг. — плотник строительного управления «Жилстрой» треста «Серовстальстрой» Свердловской области, в рядах Советской Армии, ученик, гибщик труб, бригадир трубогибщиков цеха № 3 по изготовлению трубопроводов производственного объединения «Белгородский завод энергетического машиностроения», производственный мастер в горяче-прессовом производстве на ООО «Энергомаш».
За большой личный вклад в ускорение ввода в действие и освоения производственных мощностей в составе коллектива был удостоен Государственной премии СССР за выдающиеся достижения в труде 1981 года
Избирался депутатом Верховного Совета РСФСР 11-го созыва.
Живёт в Белгороде.